# Dorothy Uhnak
Dorothy Uhnak, eigentlich Dorothy Goldstein, (* 24. April 1930 in Bronx, New York; † 8. Juli 2006 in Greenport, Suffolk County) war eine US-amerikanische Polizistin und Schriftstellerin von Kriminalromanen.

## Leben
Uhnak hatte durch ihren jüdischen Vater deutsche, durch ihre katholische Mutter irische Vorfahren. Nach Absolvierung ihrer Schulzeit studierte sie am City College of New York. Anschließend bekam sie bei der gerade neu gegründeten New York City Transit Authority eine Anstellung. Nach 14 Jahren Dienst kündigte sie dort und begann u. a. Kriminologie am John Jay College of Criminal Justice zu studieren.
Während ihrer Zeit als Polizistin heiratete sie Anthony Uhnak und hatte mit ihm eine Tochter. Bis zu ihrem Tod am 8. Juli 2006 lebte sie zusammen mit ihrem Ehemann in Shelter Island.

## Rezeption
Als Uhnaks literarisches Debüt gilt ihr Roman „Policewoman“, welche viele autobiographische Elemente enthält. Aber erst mit ihrem zweiten Roman „Mädchenmord mit Voranmeldung“ (The bait) erzielte sie ihren literarischen wie auch finanziellen Durchbruch. Für diesen Roman erfand Uhnak die Protagonistin Christie Opara vom NYPD und erweiterte diese Geschichte in den folgenden Jahren zu einer Trilogie. In „Victims“, einer ihrer letzten Veröffentlichungen, thematisierte sie die Ermordung Kitty Genoveses im Frühjahr 1964. Mehrere ihrer Romane wurde auch verfilmt.

## Ehrungen
- 1969 Edgar Allan Poe Award – Kategorie Bester Erstlingsroman für The Bait (dt. Mädchenmord mit Vorankündigung)[1]
- 1971 Grand prix de littérature policière – Kategorie International für den Roman Le Registre (Original: The Ledger; dt. Was zu beweisen war)[2]

## Verfilmungen
- 1973: Leonard Horn (Regie): The bait.
- 1974: Alexander Grasshoff u. a. (Regie): Get Christie Love! (TV-Serie von 23 Teilen, frei nach dem Roman The Ledger).
- 1976: Marvin J. Chomsky (Regie): Für Gesetz und Ordnung (nach dem Roman Law and order).
- 1987: Alan Metzger (Regie): Kojak – The price of justice (nach dem Roman The investigation).
- 1989: Arthur Allan Seidelman (Regie): Vom Gesetz entwürdigt (nach dem Roman false witness).

## Werke (Auswahl)
- Christie Opara Trilogie

1. Mädchenmord mit Vorankündigung („The bait“). 3. Aufl. Scherz, München 1995, ISBN 3-502-51508-5.
2. Die hartnäckige Zeugin („The witness“). 3. Aufl. Scherz, München 1997, ISBN 3-502-51577-8.
3. Was zu beweisen war („The Ledger“). 2. Aufl. Scherz, München 1986, ISBN 3-502-51084-9.

- Codes of Betrayal. St. Martin’s Press, New York 1997, ISBN 0-312-15582-4.
- Denn sie fürchteten sich nicht („Law and order“). Lübbe Verlag, Bergisch Gladbach 1979, ISBN 3-404-01134-1 (früherer Titel: Gesetz und Ordnung).
- False witness. Arrow Books, London 1982, ISBN 0-09-928410-3.
- Das Geständnis. Roman („The investigation“). Droemer Knaur, München 1980, ISBN 3-426-00719-3 (auch unter dem Titel Ein abgekartetes Spiel).
- Policewoman. A young woman’s initiation into the realities of justice. Neuausg. Curley Press, South Yarmouth, Mass. 1982, ISBN 0-893-40348-2.
- The Ryer-Avenue-Story. St. Martin’s Press, New York 1993, ISBN 0-312-08888-4.
- Victims. Century Books, London 1986, ISBN 0-712-69450-1.